# Menara Msc Cyberport
La Menara Msc Cyberport  est un gratte-ciel de 116 mètres de hauteur construit à Johor Bahru dans le sud de la Malaisie. Il a été construit en 1995. 
Il abrite des bureaux sur 29 étages.